# De roversbruidegom
De roversbruidegom is een sprookje uit Kinder- und Hausmärchen (KHM40), opgetekend door de gebroeders Grimm.

## Het verhaal
Een molenaar wil zijn groot geworden dochter welverzorgd en goed getrouwd achterlaten en belooft haar hand aan een vrijer die heel rijk lijkt te zijn. Het meisje houdt niet zoveel van de man en vertrouwt hem eigenlijk niet. Als ze naar hem kijkt of aan hem denkt, voelt ze afgrijzen in haar hart. Op een dag zegt hij tegen haar: "Je bent mijn bruid, maar je komt nooit bij me op bezoek". Ze zegt dat ze niet weet waar hij woont en hij wijst haar naar het donkere bos. De volgende zondag zal hij as naar zijn huis strooien, zodat ze de weg kan vinden.
Het meisje stopt haar zakken vol erwten en linzen als ze die zondag op weg naar het bos gaat en strooit deze langs het pad. Ze komt bij een eenzaam en onheilspellend huis en hoort binnen een stem die haar waarschuwt om om te keren en het moordenaarshuis te verlaten. Ze ziet een vogel die de boodschap herhaalt. Ze loopt het hele huis door en gaat van kamer naar kamer, maar ziet geen mens. Dan komt ze in de kelder en ziet een stokoude vrouw die haar vertelt dat ze een ketel op het vuur moest zetten, waarin de bruid zal worden gekookt.
De vrouw verstopt het meisje achter de grote ketel en vertelt haar muisstil te zijn. Als de rovers slapen, zal ze haar laten vluchten. De roversbende komt thuis en ze sleuren een ander meisje met zich mee dat ze een glas witte, rode en gele wijn laten opdrinken. Ze hakken haar in stukken en strooien er zout op. Een rover ziet een gouden ring aan de pink van het dode meisje en hakt deze af, waarna hij op de schoot van de bruid belandt. Als de rovers de pink willen zoeken, zegt de vrouw dat die heus niet zal weglopen en schept het eten op.
Het meisje kan ontsnappen omdat de vrouw een slaapdrank in de wijn heeft gedaan. Ze kan via een spoor van ontkiemde erwten en linzen die te zien zijn naast het pad in het licht van de maan naar haar huis vluchten, de as is inmiddels weggewaaid. Op de dag van de bruiloft verschijnt de bruidegom, maar de molenaar heeft al zijn familieleden en kennissen uitgenodigd. Tijdens het eten vertelt ze haar bruidegom over een droom en laat hem dan een ring aan een vinger zien. De rover wil vluchten, maar de gasten houden hem tegen en leveren hem uit aan het gerecht. De roversbende wordt dan terechtgesteld.

## Achtergronden bij het sprookje
- Het sprookje komt uit Hessen, er bestaan meerdere versies van (waarin de manier van het merken van het spoor verschilt).
- Het uitstrooien van erwten komt ook voor in Vleerkens vogel (KHM46).
- Het sprookje is verwant met Vleerkens vogel (KHM46) en Hazekebruid (KHM66).
- Het verloren spoor komt ook voor in Hans en Grietje (KHM15) en Het boshuis (KHM169). Denk ook aan Theseus in het labyrint met de Minotaurus.
- Een vogel die waarschuwt komt ook voor in Hans en Grietje (KHM15) en Jorinde en Joringel (KHM69).
- Een "verlaten" huis in het bos komt voor in De twaalf broeders (KHM9), De drie mannetjes in het bos (KHM13), Het raadsel (KHM22), Het meisje zonder handen (KHM31), Sneeuwwitje (KHM53), De gauwdief en zijn meester (KHM68), De raaf (KHM93), De oude vrouw in het bos (KHM123), De duivel en zijn grootmoeder (KHM125), De ijzeren kachel (KHM127), De glazen doodskist (KHM163), Het boshuis (KHM169).
- Een moordenaarshuis komt voor in Het raadsel (KHM22), De duivel met de drie gouden haren (KHM29), Vleerken vogel (KHM47), De wolf en de vos (KHM73), De drie handwerksgezellen (KHM120), De duivel en zijn grootmoeder (KHM125), Vogel Grijp (KHM165), De laars van buffelleer (KHM199).
Zie ook de sprookjes Het moordslot (zeer veel overeenkomsten met Blauwbaard en opgetekend in de eerste druk als KHM73, later vervangen door De wolf en de vos) en Prins Zwaan (in de eerste druk KHM59a), Der Okerlo (KHM70a) en Die wunderliche Gasterei (KHM43a).
Vergelijk ook "het verhaal van de derde kalender" uit de vertellingen van Duizend-en-een-nacht.
- Vingers spelen vaak een symbolische rol, zo is de pink vaak een "verklikker". Zie ook vingersprookje.
- In Sjaak en de bonenstaak laat de vrouw van de reus de hoofdrolspeler ontsnappen en ook in dit sprookje is een vergelijkbaar pad (nu door een reusachtige bonenstaak die tot in de wolken reikt).
- Joseph Jacobs vermeldde een variant in zijn Mr Fox in English Fairy Tales waarin het meisje uit eigen nieuwsgierigheid naar het huis gaat. In de versie van Aleksandr Poesjkin (Жених - de bruidegom) begint het sprookje wanneer het meisje het rovershuis verlaat. In een Amerikaanse versie (uit de Ozarks) besluit het meisje nooit te gaan trouwen (omdat mannen niet te vertrouwen zijn) en haar familie is hier blij mee, ze trouwt dan ook inderdaad nooit.